# Нина Гавриловић
Нина (световно Милијана Гавриловић; Видова код Чачка, 15. фебруар 1905 — Манастир Јовање, 8. децембар 1984) била је српска православна монахиња Манастира Јовања и мајка патријарха српског Иринеја.

## Биографија
Монахиња Нина (Гавриловић) рођена је 15. фебруара 1905. године у Видови код Чачка. Крштено јој име Милијана.
Њен син Мирослав, као дете побожних родитеља, после Другог светског рата напушта други разред богословије у Призрену и долази у Манастир Преображење да буде искушеник. После две године искушеништва наствља са учењем богословије. Затим наставља школовање на Православном богословском факултету Универзитета у Београду. Потом се монаши са монашким именом Иринеј. Извесно време проводи и на постдипломским студијама у Атини. Затим постаје професор богословије и ректор у Призрену, а онда нишки епископ. Његов брат и сестра од стрица одлазе такође у манастир.
Милијана, благочестива и побожна мајка, радујући се што јој син и остала деца из фамилије, у то безбожно време, иду светим, монашким путем, у почетку често посећује Манастир Јовање и јовањске сестре за време игуманије Текле, као и богомољачке скупове, а затим се и сама одлучује, иако у старијим годинама, да пође као и деца монашким путем и да заврши свој живот светосавски, као монахиња. Милијана долази у Манастир Јовање 1970. године. На монашком постригу примила је монашко име Нина.
Нова монахиња Нина поживила је још неколико година побожно и тихо у том ангеоском чину и монашком миру, а затим се упокојила у Господу у новом Манастиру Јовању, 8. децембра 1984. године. Сахрањена је у порти манастирског гробља.